# Professional Gamers League
AMD Professional Gamers League (PGL), fondată în jurul anului 1997, a fost una dintre primele ligi profesionale de eSport de jocuri pe computer . PGL a fost condus de Total Entertainment Network și a fost sponsorizat de AMD .  Primul turneu profesionist pe care l-au organizat a fost pentru StarCraft în septembrie 1997.  Liga a fost dezvăluită oficial la o conferință de presă la Candlestick Park din San Francisco pe 3 noiembrie 1997.  A fost sponsorizată de Microsoft ,  Nvidia ,  și Levi Strauss & Co.  Organizația a strâns peste 1,2 milioane USD din bani de sponsorizare. 
| Sport         | Command & Conquer: Red AlertQuakeStarCraftStarCraft: Brood War |
| Fondat        | 1997                                                           |
| Proprietar(i) | Total Entertainment Network                                    |
| Comisar       | Nolan Bushnell                                                 |
| Țară          | Statele Unite                                                  |
| Sponsor(i)    | Microdispozitive avansate Microsoft Nvidia                     |

Aproape 1.400 de jucători au luat parte la primul turneu Quake , care a avut loc online.  Prima finală a Ligii pentru jucători profesionali a avut loc pe 30 și 31 ianuarie 1998, la Seattle , Washington , la super-arcade Sega GameWorks. În această competiție s-au jucat două jocuri, Command & Conquer: Red Alert și Quake . Ambele turnee au jucat 1 la 1 , cu David „DeepBlue” Magro câștigând turneul Red Alert și Dennis „Thresh” Fong câștigând turneul Quake . Ambii jucători au câștigat 7.500 USD și noi computere AMD. 
Sezonul 3 a găzduit primul Campionat Mondial Starcraft în care 128 de jucători din întreaga lume au concurat online în perioada 14 august - 6 septembrie 1998. Ultimii 8 concurenți au jucat live în San Francisco, CA. Jay "Gadianton" Severson a ocupat primul loc jucând la întâmplare și rămânând neînvins în grupa cu duble eliminații pentru a câștiga 8500 de dolari și un nou computer AMD. 
În 2000, Gamers.com a achiziționat PGL de la Pogo.com, după ce PGL a fost inactiv timp de un an.